# Jan ter Doest
Johannes Frederikus Albertus ter Doest (Hengelo, 9 september 1925 - Holten, 7 maart 2006) was een van de jongste Engelandvaarder die erin slaagde Engeland te bereiken. Toen Jan op 26 juli 1942 vertrok was hij 16 jaar, toen hij op 26 januari 1943 aankwam hij was hij inmiddels 17 jaar geworden.
Toen de Tweede Wereldoorlog uitbrak, woonde Jan nog bij zijn ouders. Zijn vader werkte bij een weverij en Jan volgde een opleiding voor leerling-monteur op de Stork-school. Daar verdwenen steeds meer collega's die in Duitsland moesten gaan werken, en daar voelde Jan niets voor. Toen in mei 1942 bekend werd dat jongens vanaf 17 jaar in de oorlogsindustrie moesten gaan werken, besloot Jan voor zijn verjaardag te verdwijnen.
Met drie vrienden maakte hij plannen. Hij had nog nooit in een trein gezeten, maar nadat hij de kaart van Europa had bekeken, leek het niet moeilijk om de Maas te volgen, dan zouden ze vanzelf in Frankrijk komen. Ze zouden op 26 juli vertrekken en tot Maastricht de trein nemen. Hij verkocht zijn gereedschap voor vijf gulden en dacht daarmee een eind te komen. Op de afgesproken verzamelplek voor het station kwamen de vier vrienden bij elkaar, maar de andere drie durfden niet mee, dus Jan vertrok alleen. Hij nam de trein naar Zutphen en vandaar naar Nijmegen en naar Maastricht. Na het kopen van zijn treinkaartjes had hij nog 50 cent over.
Jan wandelde in zuidelijke richting langs de westoever van de Maas. Omdat hij er zo  jong en onschuldig uitzag, lukte het hem de brug over te steken, hoewel er een schildwacht stond. Daarna liep hij langs de oostoever verder. In Givet in Frankrijk werd hij gastvrij onthaald in een pastorie. Bovendien  gaf de pastoor hem wat Frans geld voor onderweg en een veilig adres in Sedan van een bevriende pastoor. Deze bracht hem naar mannen van het verzet, waar hij te eten kreeg, een treinkaartje naar Nancy en vijftig francs.
Bij het eerste dorp stapten Franse en Duitse politiemannen in om de treinpassagiers te controleren, maar Jan had zich tussen twee wagons verstopt en werd niet gevonden. Zijn medepassagiers hadden hem wel opgemerkt en hielden een collecte, en zo kreeg hij een paar honderd francs en wat te eten. In Nancy kochten ze ook nog een treinkaartje voor hem naar Épinal. Daar kreeg hij te eten in de pastorie en kon hij een nachtje in een goed bed slapen. Ook kreeg hij een contactadres in Vesoul.
In Vesoul kreeg hij een vals identificatiebewijs. Na Vesoul moest hij met een groepje de demarcatielijn over, richting Dijon. Dat lukte, maar ze werden opgewacht door de gendarmerie en moesten terug of in het Vreemdelingenlegioen. Hij koos voor het laatste. Terwijl ze stonden te wachten, wist hij met twee Polen te ontsnappen en de trein naar Lyon te pakken. Daar kreeg hij na drie weken een paspoort.
De tocht over de Pyreneeën maakte Jan met een tiental mensen. In Spanje werden ze opgepakt en naar het concentratiekamp in Miranda de Ebro gestuurd. Jan kwam op 20 januari vrij, mede dankzij de hulp van de Belgische consul. In Gibraltar kon Jan met troepenschip Ormond mee naar Engeland.

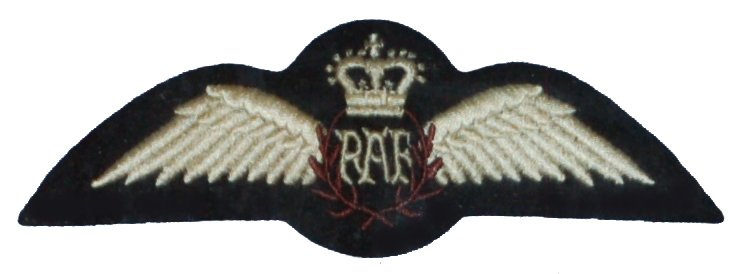
Wings

Na verhoor op de Patriotic School werd hij bij de 322 Dutch Squadron RAF op de vliegbasis RAF Woodvale geplaatst. Hij wilde graag vlieger worden, maar ze vonden hem te jong. Doordat hij prins Bernhard daar ontmoette, kwam hij twee maanden later toch in de vliegersopleiding. In 1945 behaalde hij zijn Wings. Na de oorlog werd hij op vliegbasis Woensdrecht instructeur op de Tiger Moth. In 1948 werd hij door de KLM aangenomen waar hij in 1955 gezagvoerder werd.